# Guhrow
Guhrow, in basso sorabo Gory, è un comune di 517 abitanti del Brandeburgo, in Germania.

Appartiene al circondario della Sprea-Neiße (targa SPN) ed è parte della comunità amministrativa (Amt) di Burg.